# سید محمد بهبهانی
میر سید محمد بهبهانی (زاده ۱۲۵۳ – درگذشت ۲۰ آبان ۱۳۴۲) از مراجع بزرگ دینی تهران در دوران معاصر بود که در نهضت مشروطیت و سپس در سرنگونی دولت محمد مصدق نقش داشت. وی فرزند سید عبدالله بهبهانی از مجتهدان طراز اول تهران و از رهبران انقلاب مشروطه بود.

## خانواده و تحصیلات
سید محمد فرزند سید عبدالله بهبهانی بود که از مجتهدان شیعه تهران و از رهبران مشروطه بشمار می‌رفت. جد وی سید اسماعیل بهبهانی نیز از علمای هم تراز ملا علی کنی و سید صادق سنگلجی بود. سید عبدالله بلادی بوشهری نیز از اقوام نزدیک میر سید محمد بهبهانی است. وی تحصیلات دینی خود را در تهران و نجف از آخوند خراسانی وسیدمحمدکاظم طباطبایی یزدی طی کرد و به درجه اجتهاد رسید و در زمان مشروطه از طرف آخوند خراسانی به عنوان عالم تراز اول به مجلس معرفی شد.

## در زمان قاجار
در دوره دوم مجلس شورای ملی به نمایندگی انتخاب شد اما در مجلس حضور نیافت و سرانجام در ۲۷ شهریور ۱۲۸۹ استعفانامه اش در مجلس قرائت شد.

## در زمان پهلوی
میر سید محمد بهبهانی از مرتبطان با دربار پهلوی دوم بود و از مخالفان محمد مصدق در جریان نهضت ملی شدن نفت ایران بود. او در توطئه ۹ اسفند ۱۳۳۱ نقش مؤثری در جمع کردن هواداران شاه داشت. دکتر مصدق از او و امثالش با عنوان «علمای ۹ اسفند» یاد می‌کند. بهبهانی در مدت کوتاهی که نهضت سال ۴۲ روح‌الله خمینی را درک کرد هوادار این نهضت شد. شاه به تندی به او پیغام داد که در صورت حمایت از جریان خمینی، می‌دهم تا ریشت را خشک خشک بتراشند. بهبهانی هم در جواب شاه گفت: بعد از ۲۸ مرداد (به علت تلاش برای بازگرداندن تو و به استقبال تو آمدن) آن قدر مردم به صورتم آب دهان انداخته‌اند که نمی‌شود ریش مرا خشک تراشید!

## دلارهای بهبهانی
اصطلاح «دلارهای بهبهانی» را اولین بار یک مأمور سابق سازمان سیا بنام ریچارد کاتم در کتاب خود آورد. او استاد روابط بین‌الملل دانشگاه پیتسبورگ و نویسنده کتاب «ناسیونالیسم در ایران» و مردی بود که در جریان انقلاب سال ۱۳۵۷ به حلقه اتصال آمریکا و اطرافیان روح‌الله خمینی تبدیل شد و در نوفل لوشاتو به دیدار رهبر انقلاب رفت. او چند سال بعد از ترک سیا و آغاز کار دانشگاهی در کتاب خود به اختصار نوشت که در جریان کودتا «دلارهای بهبهانی» بود که بین روحانیون و دسته‌های جنوب شهر تهران تقسیم می‌شد.
بنا بر اسناد فوق‌سری دولت آمریکا که پس از مدتها در آرشیو ملی ایالات متحده از حالت طبقه‌بندی بیرون آمده و در سال ۲۰۱۷ با نام سند «مرور بحران اخیر» منتشر شد منبع دست‌کم بخشی از «دلارهای بهبهانی» سفارت آمریکا در تهران بوده است. در این سند آمده: «بنا بر گزارش‌های موثق که در روز ۱۰ اوت (۱۹ مرداد) دریافت شد، سفارت آمریکا به‌طور پنهانی به اشخاص بانفوذ خاصی از جمله آیت الله بهبهانی، روحانی معروف، مبالغ کلانی پول پرداخت کرده بود».

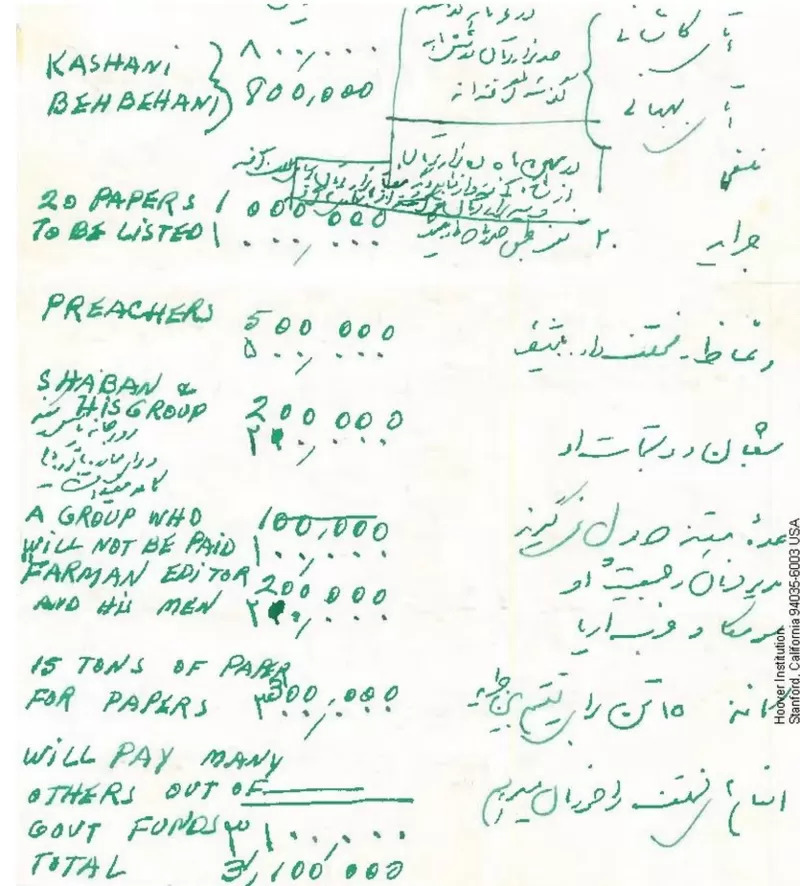
دستخط دو زبانهٔ اردشیر زاهدی که ظاهراً حقوق و دستمزد کودتای ۲۸ مرداد ۳۲ را به‌طور ریزنوشت یادداشت کرده است. پس از سرنگونی مصدق، پرداخت پول به محمد بهبهانی ادامه یافته است. در یک گزارش سیا به نقل از منابع نزدیک به سرلشکر زاهدی - نخست‌وزیر جدید - نوشته‌شده که زاهدی در روز چهارم مهر ۱۰ هزار تومان (حدود یک هزار دلار) و یک هفته بعد پنج هزار تومان (حدود ۵۰۰ دلار) به بهبهانی داد «تا حسن نیت بهبهانی را حفظ کند و او را حامی دولت نگه دارد».

بنا بر سند «مرور بحران اخیر» مورخ ۱۱ شهریور ۱۳۳۲ (دوم سپتامبر ۱۹۵۳)، محمد بهبهانی همچنین یکی از دست‌اندرکاران اصلی عملیات نهایی سرنگونی مصدق در صبح روز ۲۸ مرداد بود. به نظر می‌رسد این سند، گزارش مقامات بریتانیایی از برخی وقایع کودتا بوده که نسخه‌ای از آن را برای همکاران آمریکایی خود فرستادند؛ وزارت امور خارجه آمریکا در سال ۱۹۸۹ میلادی نسخه ناقص و سانسور شده سند را منتشر کرد. بخش‌های سانسور شده که برای اولین بار توسط بی‌بی‌سی فارسی گزارش شد اهمیت زیادی دارد چرا که به نقش سفیر آمریکا در کودتا و موضوع بحث‌برانگیز «دلارهای بهبهانی» مربوط می‌شود.
سند همچنین می‌گوید که بهبهانی یکی از معدود افرادی بود که از طرح کودتای صبح ۲۸ مرداد با خبر بوده است - موضوعی که اعتماد کامل سازمان‌های اطلاعاتی آمریکا و بریتانیا به محمد بهبهانی را نشان می‌دهد. یک چنین اعتمادی دربارهٔ ابوالقاسم کاشانی که به شدت با بریتانیا خصومت داشت به احتمال زیاد وجود نداشته است. شاید به همین خاطر باشد که برخی کارشناسان معتقدند آمریکا برای تضعیف محمد مصدق، خط مشی تعامل با کاشانی را در پیش گرفت ولی او را وارد جزئیات نقشه کودتا نکرد.
بنا بر این سند، فقط چند نفر از نقشه کودتا خبر داشتند: فرماندهان چند یگان نظامی، رئیس شهربانی و «بهبهانی که مسئول سازماندهی تظاهرات بود». این اسناد همچنین حکایت از آن دارد که پس از سرنگونی مصدق، پرداخت پول به محمد بهبهانی ادامه یافته است. در یک گزارش سیا به نقل از منابع نزدیک به سرلشکر زاهدی - نخست‌وزیر جدید - نوشته شده که زاهدی در روز چهارم مهر ۱۰ هزار تومان (حدود یک هزار دلار) و یک هفته بعد پنج هزار تومان (حدود ۵۰۰ دلار) به بهبهانی داد «تا حسن نیت بهبهانی را حفظ کند و او را حامی دولت نگه دارد.»

## درگذشت
میر سید محمد در ۲۰ آبان ۱۳۴۲ در هشتاد و نه سالگی درگذشت و جنازه اش در کنار پدرش در حرم علی بن ابیطالب در نجف مدفون گشت.